# کانر فیلدز
کانر فیلدز (انگلیسی: Connor Fields؛ زادهٔ ۱۴ سپتامبر ۱۹۹۲) دوچرخه‌سوار بی‌ام‌اکس اهل ایالات متحده آمریکا است.
وی در مسابقات کشوری و بین‌المللی در مجموع برندهٔ ۳ مدال طلا، ۱ مدال برنز شده‌است.